# 365 (numero)
Trecentosessantacinque (365) è il numero naturale dopo il 364 e prima del 366.

## Proprietà matematiche
- È un numero dispari.
- È un numero composto con 4 divisori: 1, 5, 73, 365. Poiché la somma dei divisori (escluso il numero stesso) è 79 < 365, è un numero difettivo.
- È un numero semiprimo.
- È pari alla somma dei quadrati di 3 numeri consecutivi (10, 11, 12): 365 = 102 + 112 + 122 ed è altresì pari alla somma dei quadrati dei 2 successivi numeri consecutivi (13, 14):  365 = 132 + 142.
- È un numero palindromo nel sistema numerico binario e nel sistema di numerazione posizionale a base 8 (555). In quest'ultima base è altresì un numero a cifra ripetuta.
- È un numero quadrato centrato.
- È parte delle terne pitagoriche (27, 364, 365), (76, 357, 365), (219, 292, 365), (240, 275, 365), (365, 876, 949), (365, 2652, 2677), (365, 13320, 13325), (365, 66612, 66613).
- È un numero felice.
- È un numero congruente.

## Astronomia
- 365P/PANSTARRS è una cometa periodica del sistema solare.
- 365 Corduba è un asteroide della fascia principale del sistema solare.

## Astronautica
- Cosmos 365 è un satellite artificiale russo.

## Altri ambiti
- È il numero di giorni in un anno solare non bisestile.